# Requiem (Duruflé)
Pour les articles homonymes, voir Requiem (homonymie).
Le Requiem, opus 9, de Maurice Duruflé est une messe des morts achevée en 1947. Il offrit alors l'œuvre à l'éditeur de musique Auguste Durand. 
Composition majeure et emblématique de ce compositeur, l'œuvre est pour chœur mixte avec deux solistes (un mezzo-soprano et un baryton). Il existe en trois orchestrations : la première, chronologiquement, étant écrite pour grand orchestre, la seconde pour orgue, suivant de peu la précédente, et la troisième, terminée en 1961 pour un orchestre d'effectif plus réduit. La partition est dédiée à la mémoire de son père.
Lorsqu'il reçut la commande, Duruflé travaillait sur une suite pour orgue utilisant des thèmes du chant grégorien. Duruflé inclut des pièces de cette œuvre dans son Requiem, dont les thèmes reprennent de nombreux motifs mélodiques et rythmiques de la messe des morts grégorienne : en définitive, on se rend compte que presque tout le matériau thématique de l'œuvre provient du chant grégorien.
La première de la version pour grand orchestre a été faite à Paris, salle Gaveau, le 2 novembre 1947 avec l'Orchestre National de France sous la direction de Roger Désormière, avec comme solistes, Hélène Bouvier et Camille Maurane.
L'œuvre comporte neuf mouvements sans inclure toutefois le texte de la séquence grégorienne Dies iræ. À la place, Duruflé a choisi les textes plus calmes et plus méditatifs du Requiem. Sa durée d'exécution est d'environ trois quarts d'heure. 
La voix de mezzo-soprano chante le cinquième mouvement, Pie Jesu. La voix de baryton chante le troisième mouvement Domine Jesu Christe, et le huitième Libera me. Duruflé déclara qu'il préférait lui-même que les parties solistes soient chantées par un pupitre entier du chœur et l'œuvre est souvent exécutée ainsi.
Bien que le Requiem de Gabriel Fauré (1886) n'ait repris aucun élément de plain-chant, la filiation de ce Requiem avec celui de Fauré est manifeste.

## Texte
Le texte latin de chacun des neuf mouvements est le suivant :

### I. Introït
Requiem æternam dona eis Domine, 

et lux perpetua luceat eis. 

Te decet hymnus Deus in Sion, 

et tibi reddetur votum in Jerusalem. 

Exaudi orationem meam, 

ad te omnis caro veniet. 

Requiem æternam dona eis Domine, 

et lux perpetua luceat eis. 

### II. Kyrie
Kyrie eleison. 

Christe eleison. 

Kyrie eleison. 

### III. Domine Jesu Christe
Domine Jesu Christe, Rex gloriæ, 

libera animas omnium fidelium defunctorum 

de pœnis inferni, et de profundo lacu. 

Libera eas de ore leonis, 

ne absorbeat eas tartarus, 

ne cadant in obscurum. 

Sed signifer sanctus Michael 

repræsentet eas in lucem sanctam, 

quam olim Abrahæ promisisti, et semini ejus. 

Hostias et preces tibi, Domine, laudis offerimus. 

Tu suscipe pro animabus illis, 

quarum hodie memoriam facimus; 

fac eas, Domine, de morte transire ad vitam, 

quam olim Abrahæ promisisti, et semini ejus. 

### IV. Sanctus
Sanctus Dominus Deus Sabaoth. 

Pleni sunt cœli et terra gloria tua. 

Hosanna in excelsis. 

Benedictus qui venit in nomine domini. 

Hosanna in excelsis. 

### V. Pie Jesu
Pie Jesu Domine, 

dona eis requiem sempiternam. 

### VI. Agnus Dei
Agnus Dei, qui tollis peccata mundi, 

dona eis requiem sempiternam. 

### VII. Lux æterna
Lux æterna luceat eis, Domine, 

cum sanctis tuis in æternum, quia pius es. 

Requiem æternam, dona eis Domine, 

et lux perpetua luceat eis. 

### VIII. Libera me
Libera me, Domine, de morte æterna, 

in die illa tremenda, quando cœli movendi sunt et terra, 

dum veneris judicare sæculum per ignem. 

Tremens factus sum ego, et timeo, 

dum discussio venerit, atque ventura ira. 

Dies illa, dies iræ, 

calamitatis et miseriæ, 

dies magna et amara valde. 

Dum veneris judicare sæculum per ignem. 

Requiem æternam dona eis, Domine, 

et lux perpetua luceat eis. 

### IX. In Paradisum
In Paradisum deducant te Angeli, 

in tuo adventu suscipiant te martyres, 

et perducant te in civitatem sanctam Jerusalem. 

Chorus Angelorum te suscipiat, 

et cum Lazaro quondam paupere 

æternam habeas requiem. 

## Discographie sélective
La version pour orgue (1948) comporte 41 enregistrements, la version avec orchestre réduit (1961) comporte 8 enregistrements, la version avec grand orchestre et orgue (1950) comporte 17 enregistrements, en voici quelques-uns :

- Hélène Bouvier, mezzo-soprano, Xavier Depraz, baryton-basse, M.-M. Duruflé-Chevalier, orgue, Chorale Philippe Caillard et Stéphane Caillat, Orchestre de l'Association des Concerts Lamoureux, dir Maurice Duruflé - LP Erato (1958) report CD. Grand prix du disque
- Teresa Berganza, mezzo-soprano, José van Dam, baryton-basse, Philippe Corboz, orgue, Ensemble Vocal "Audite Nova", de Paris, Choeur et Orchestre Colonne, dir. Michel Corboz - CD Erato 1984
- Jonathan Bond, Andrew Bunt, Robert King, sopranistes, Benjamin Luxon, Christopher Keyte, baryton-basse, Stephen Cleobury, orgue, Academy of St Martin-in-the-Field, Choir of St John's College Cambridge, Georges Guest, conductor - CD Decca (1993)
- Patricia Bardon, mezzo-soprano, Ashley Riches, baryton-basse, Tom Etheridge & Richard Gowers, orgue, The Choir of King's College, Cambridge, Orchestra of the Age of Enlightenment, Stephen Cleobury, conductor - SACD KG50016 (2016)
- Janet Baker, mezzo-soprano, Stephen Roberts, baryton-basse, John Butt, orgue, Choir of King's College Cambridge, Sir Philip Ledger, conductor - CD Emi 1981 report 2007
- Jennifer Larmore, mezzo-soprano, Thomas Hampson, baryton-basse, Amborsian Singers, Philharmonia Orchestra, Michel Legrand, conductor - CD Teldec 1994 report Warner classic (2008)
- Judith Blegen, soprano, James Morris, baryton-basse, Atlanta Symphony Orchestra & Chorus, Robert Shaw, conductor - CD Telarc 1987